# Schlock Mercenary
Schlock Mercenary ist ein im Hard-Science-Fiction-Genre angesiedelter und von Howard Tayler gezeichneter und geschriebener Webcomic, der von 2000 bis 2020 erschien.

## Inhalt
Die Handlung verfolgt die fiktionale Geschichte der Privatsöldnermannschaft um Kapitän Kaff Tagon. Namensgeber des Comic ist die Amorphkreatur Schlock, welcher zu Beginn der Geschichte anheuert. Die zunächst eher unzusammenhängenden Abenteuergeschichten rund um eine gewalttätige und unberechenbare Söldnermannschaft im Weltraum des 31. Jahrhunderts entwickeln sich im Laufe der Zeit zu ausufernden Handlungsbögen, die mehrere Jahre umfassen und zum Teil fließend ineinander übergehen oder erneut aufgegriffen werden. Die Söldnertruppe der Tough’s durchsteht in den Bildergeschichten Höhen und Tiefen und gewinnt/verliert Vermögen, Mannschaftsmitglieder und Raumschiffe.
Häufig beginnen Handlungsbögen mit einer „einfachen“ Mission, die zunehmend eskaliert oder sich als wesentlich umfangreicher herausstellt, als ursprünglich vermutet. Die jeweiligen Geschichten sind zu Büchern zusammengefasst. Zu den zentralen Themen des Comics gehören: kosmische Strukturen und Artefakte (z. B. Wurmloch-Netzwerke, Dyson-Sphären, Kunstplaneten und Hohlwelten, Matroschka-Gehirne), starke künstliche Intelligenzen (als Gehilfen, Partner oder Herren von biologischen Wesen), genetische und technologische Verbesserungen sowie Eugenik an Menschen (zur Menschheit werden im Comic neben dem Homo Sapiens und dessen „Fortentwicklungen“ auch zahlreiche „aufgewertete“ intelligente Säugetierspezies gezählt, etwa Menschenaffen, Elefanten und Bären), technische Innovation (Waffen, Raumschiffe, Nanomaschinen, Klonen, Unsterblichkeit, Hyperraum-Teleportation), das Aufdecken von politischen Intrigen (Korruption, Militärisch-industrieller Komplex, Social Engineering, drohende Bürgerkriege) sowie außerirdische Völker aller Couleur.
Diese Themen werden in der Regel kombiniert und meist nur oberflächlich angerissen. Zwei Beispiele: In einem frühen Handlungsbogen wird aufgedeckt, dass die hochentwickelte und genetisch selbst-verbesserte Spezies der F’Sherl-Ganni aufgrund eines intergalaktischen Vertrags seit Jahrzehntausenden die Völker der galaktischen Zivilisationen mithilfe ihres Wurmloch-Netzwerks kontrolliert und auf einem niedrigstehenden technischen Level hält, während sie in riesigen Kunstwelten Folter und Genozid betreibt. In einem späteren Handlungsbogen wird eine künstliche Intelligenz zum Regierungschef eines Weltraumhabitats mit Millionen von Einwohnern gewählt, welches von der skrupellosen Menschheitsregierung erst als Superwaffe entwickelt und nach dem Scheitern zu einem Slum umfunktioniert worden war.
Ein häufiges Motiv sind Zitate aus „The Seventy Maxims of Maximally Effective Mercenaries“ – zu dieser fiktiven Liste gehören Weisheiten wie „(erst) Plündern - dann brandschatzen.“, „Es gibt keinen Overkill, sondern nur ‚Feuer eröffnen‘ und ‚Nachladen‘.“ oder „Was dich nicht umbringt, hat einen taktischen Fehler gemacht.“ Impliziert wird, dass Militärs und Söldner in der fiktiven Welt nur unter Anwendung der 70 Ratschläge erfolgreich werden.

## Protagonisten und Organisationen

### Wichtige Protagonisten
Die private Söldnertruppe der Tagon’s Tough’s besteht größtenteils aus Psychopathen, deren Hauptanliegen es ist, unter Anwendung von sanktionierter Gewalt ihr Geld zu verdienen.
- Sergeant Schlock: Blob-artige, grüne Kreatur und Namensgeber des Comics. Schlock ist stets hungrig, enorm schnell und kräftig. Er wird als loyaler und in Konfliktsituationen effektiver wenn auch unkonventioneller Söldner geschildert, der jedoch zugleich von kindlichem Gemüt und nicht übermäßig intelligent ist. Er begeistert sich für Essen, physische Gewalt und Feuerwaffen.
- Captain Kaff Tagon: Kommandant und Namensgeber der Söldnertruppe Tagon’s Tough’s
- Commander/Captain Kevin Andreyasn: Unwahrscheinlich genialer Ingenieur und Wissenschaftler
- Admiral/Prime Tangent Breya Andreyasn: Ehemalige Eigentümerin der Truppe, Schwester von Kevin Andreyasn, im späteren Verlauf hochrangige Politikerin
- Ennesby: Niedrigstufige künstliche Intelligenz mit wechselnden Aufgaben in der Truppe, i. d. R. Adjutant
- Commodore Karl Tagon: Vater Kaff Tagons, General a. D. und später Kommandant der Truppe
- Weitere (teils ehemalige) Offiziere und Crewmitglieder mit häufigen Auftritten: Jeff Bradley, Edward Bunnigus, Chisulo, Ch’vorthq, Michelle Diego-Garcia, Pel Ebbirnoth, Elizabeth, Kathryn Flinders, Theo Fobius, Ellen Foxworthy, Todd Lazcowicz, Leelagaleenileeleenoleela, Liz, Mac M’Conger, Alexia Murtaugh, Burt Nicholson, Shore Pibald, Byron Pontucci, Massey Reynstein, Jeremiah Shephard, Shodan, Flib Sh’vuu, Andy Thnempha, Gunther Thurl, John Der Trihs, Vog
- Weitere wiederkehrende (teils antagonistische) Mitstreiter, großenteils UNS: Bala-Amin, Jevee Ceeta, Doyt-Haban Gyo, Manyara Emm, Gav, Kerchak, Kowalski, Landon, Hayley Sorlie, Para Ventura, Levaughn Matsui Xinchub
- Weitere Künstliche Intelligenzen: Bristlecone/Cindy, Eina-Afa/T’kkkuts-Afa/Iafa, LOTA, TAG, TAGII, Tailor

### Wichtige Organisationen
- Petey/P.D./Fleetmind: Hochstufige künstliche Intelligenz, später wichtigster Machtfaktor in der Milchstraße und nahezu allmächtiger Beherrscher des galaktischen Zentrums
- UNS/United Nations of Sol: Interstellare Großmacht der irdischen Spezies, die von einem undurchsichtigen politisch-militärischen Komplex regiert wird
- Gatekeeper/F’Sherl-Ganni: Früher heimliche technisch überlegene Supermacht im galaktischen Zentrum, die nach außen als Wohltäter auftrat
- Tausennigan Empire: Reich der extrem kriegerischen Ob’enn, eine Koala-ähnliche Spezies
- Pa’anuri: Aus Dunkler Materie bestehende Spezies; Beherrscher der Andromedagalaxie und seit Jahrmillionen Feind aller baryonischen Lebensformen
- Partnership Collective: Gemeinschaftsintelligenz von schlangenförmigen Rechtsanwälten
- League of Galactics: Machtlose Liga der bekannten galaktischen Zivilisationen. Zu den hier nicht weiter beschriebenen extraterrestrischen Intelligenzen des Comics (teilweise auch Großmächte vergleichbar den UNS) zählen die Bradicor, Creethlings, Daehremmah, Enireths, Esspererin, Fendorian, Fobott’r, Frellenti, Golbwerians, Grahabbne, Gzeaul, Kreelies, Kssthrata, Metisoids, Mocgnkli, Nejjat, Oafa, Ozvegan, Polyflorians, Prabstdi, Schuul, Uklakk, Uniocs, Uuplechan, Vhorwed, Wogni, Yomingan und Ystreben.

## Veröffentlichung
Zwischen der ersten Ausgabe am 12. Juni 2000 und dem Serienende am 24. Juli 2020 erschien jeden Tag ein Comicstrip, sodass sich das Archiv über 7348 Seiten erstreckt. Diese bestehen meist aus einer Reihe zu 4 Panels, allerdings auch mindestens einmal wöchentlich aus bis zu drei Reihen sowie zum Teil Sonderformaten und Splash-Panels.
Seit 2007 erschienen 20 gedruckte Sammelbände des Comics mit jeweils zwischen 80 und 256 Seiten.

## Auszeichnungen
- Der Comic gewann bei den Web Cartoonists’ Choice Awards 2001 einen Preis für den besten Cameo-Auftritt und 2004 für den besten Science-Fiction-Comic. Er wurde zwei weitere Male für den Preis nominiert.
- In den Jahren 2009 bis 2013 waren die jeweils neu erschienenen Comicbände insgesamt fünfmal für den Hugo Award nominiert.